# Parolist krzaczasty
Parolist krzaczasty (Zygophyllum dumosum Boiss.) – gatunek roślin okrytonasiennych z grupy różowych. Według GRIN jest to synonim Tetraena dumosa (Boiss.) Beier & Thulin, przez The Plant List takson ten nie został jeszcze zweryfikowany. Występuje na pustyniach Półwyspu Arabskiego, pustyni Negew w Izraelu i pustyniach Jordanii.

## Biologia i ekologia

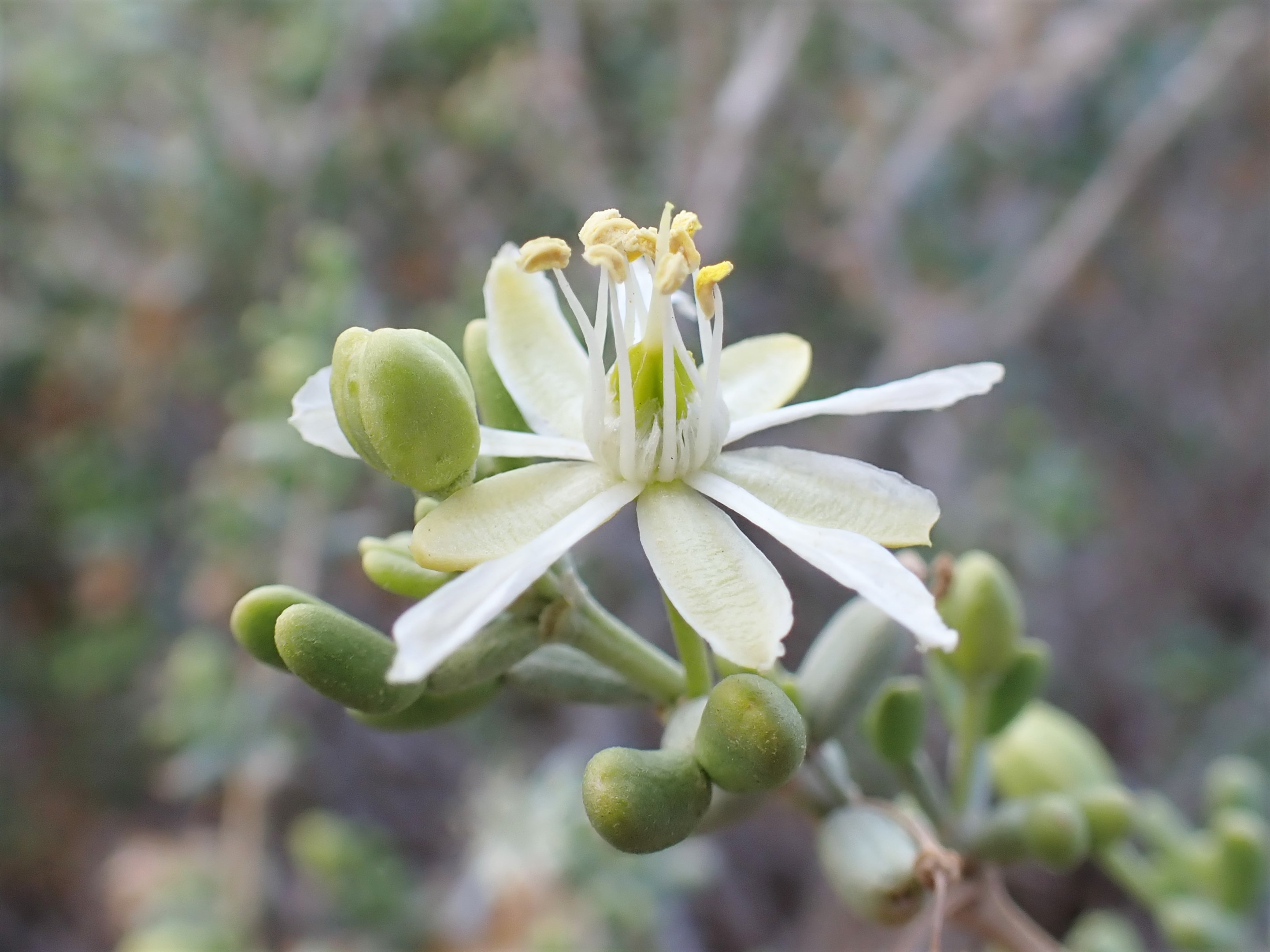
Kwiat

Rośnie na słonych pustyniach. Jest przystosowany do ekstremalnych warunków pustynnych. Roślina wieloletnia, krzew o sezonowym ulistnieniu, na okres letni zrzucający liście. Po zrzuconych liściach pozostają tylko grube, mięsiste ogonki liściowe.

## Udział w kulturze
Roślina ta nie jest bezpośrednio wymieniona w Biblii, ale według M. Zoharego od niej pochodzi występująca w biblijnej Księdze Liczb nazwa miejscowości Elim. Wnioskuje to z podobieństwa słów. W języku arabskim bowiem roślina ta nazywa się illam. W miejscowości Elim było dwanaście źródeł wody i zatrzymali się tutaj Izraelici podczas swojej wędrówki z Egiptu do Ziemi Obiecanej.